# 15543 Elizateel
15543 Elizateel (2000 DD96) là một tiểu hành tinh vành đai chính được phát hiện ngày 29 tháng 2 năm 2000 bởi Nhóm nghiên cứu tiểu hành tinh gần Trái Đất phòng thí nghiệm Lincoln ở Socorro.